# 波托貝洛國家公園

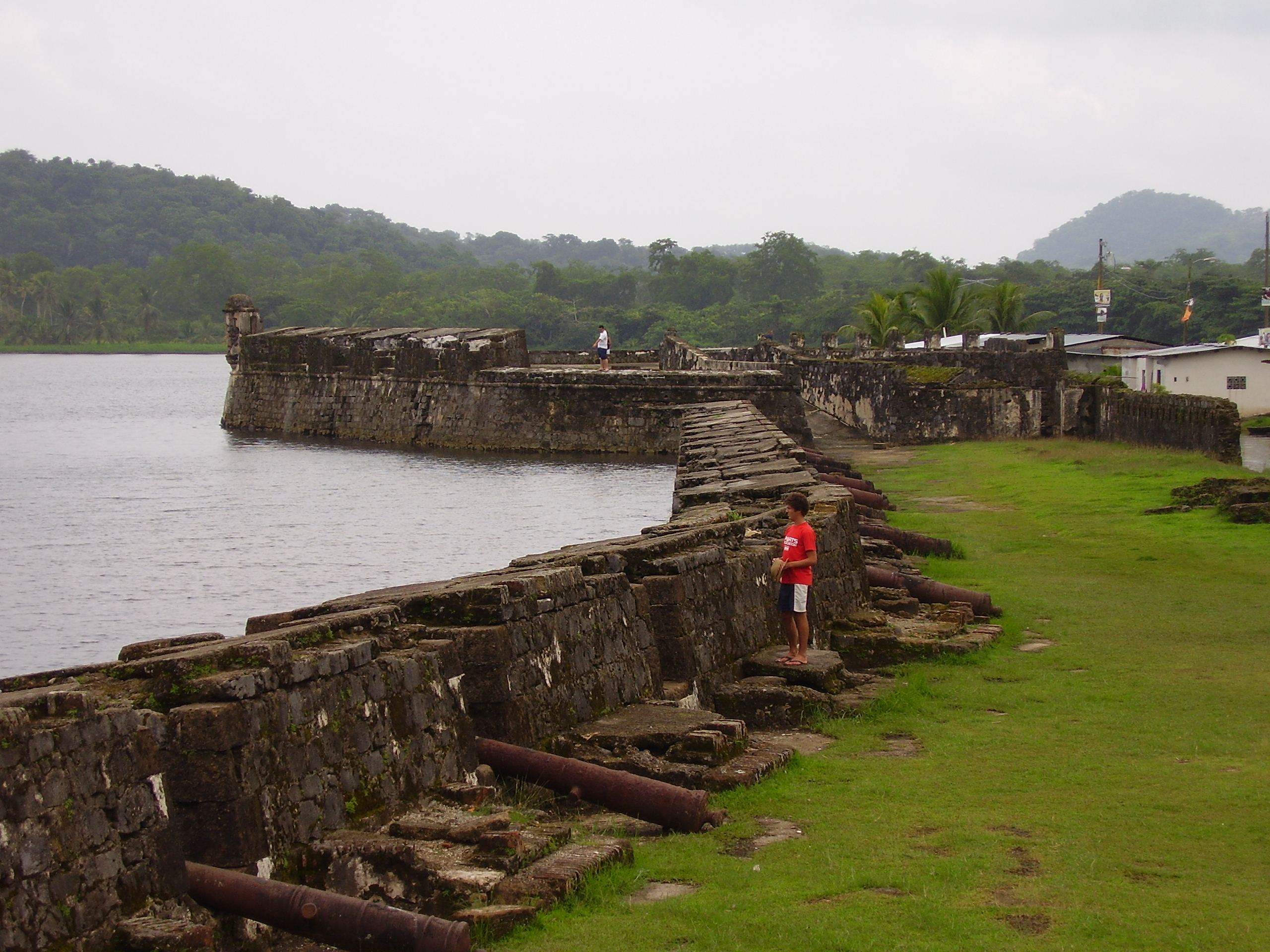

波托貝洛國家公園（西班牙語：Parque nacional Portobelo），是巴拿馬的國家公園，位於該國中部科隆省，成立於1976年，面積359平方公里，該地區是玳瑁、鶚等動物的繁殖地。